# Grzegorz Kochanowicz
Grzegorz (Hryhorij) Kochanowicz (ur. przed 1750 – zm. 1814), greckokatolicki biskup łucko-ostrogski, metropolita kijowski. Urodził się na Białorusi przed 1750 rokiem. Teologię studiował prawdopodobnie w Wilnie. Kapłan diecezjalny (nie był bazylianinem w odróżnieniu od większości hierarchów wschodnich). Kryłoszanin (członek kapituły), wiceoficjał i następnie oficjał kapituły połockiej przy metropolicie Herakliuszu Lisowskim. W 1807 r. powołany został na biskupa łucko-ostrogskiego. Metropolitą Kościoła unickiego w Rosji mianowany 3 października 1809 roku. Chociaż nie był zatwierdzony przez Stolicę Apostolską, z przyczyn trudności komunikowania się z Rzymem, 10 stycznia 1811 r. wyświęcił w Wilnie trzech nowych biskupów: bpa połockiego Jana Krassowskiego, sufragana metropolii wileńskiej Adriana Hołownię (z tytułem bpa Orszy) i biskupa pomocniczego brzeskiego Leona (Lwa) Jaworowskiego. Współkonsekratorami byli dwaj biskupi łacińscy, bp miński Jakub Ignacy Dederko i sufragan połocki Cyprian Odyniec. Był w konflikcie z zakonem bazyliańskim. Pod jego kierunkiem „Kolegium Duchowne” wydało w 1810 roku zakaz przyjmowania do bazylianów szlachciców. Zmarł w 1814 r. w Żydyczynie, gdzie rezydował jako biskup łucko-ostrogski. Zgodnie z jego wolą zarząd metropolią powierzono arcybiskupowi połockiemu Janowi Krassowskiemu, a eparchię łucką przekazano pod zarząd tymczasowy bpa brzeskiego Jozafata Bułhaka. 